# Estación de Medio Millar
Medio Millar fue una estación de ferrocarril situada en el municipio español de Villanueva de los Castillejos, en la provincia de Huelva. Las instalaciones, que formaban parte del ferrocarril de Tharsis, estuvieron en servicio entre 1871 y 1884. En la actualidad solo se conservan algunos restos del recinto.

## Historia
El ferrocarril de Tharsis fue inaugurado el 6 de febrero de 1871, tras varios años de obras. La construcción corrió a cargo de la Tharsis Sulphur and Copper Company Limited, empresa de capital británico que poseía varias minas en la zona y buscaba dar salida al mineral extraído. El trazado disponía de una serie de estaciones intermedias, entre las cuales estaba la de Medio Millar. Las instalaciones, que contaban con una vía de apartadero para permitir el cruce de los trenes mineros, también dispusieron durante algunos años de servicio de viajeros. La lejanía del recinto ferroviario respecto del pueblo de Alosno fue lo que supuso que acabase perdiendo su funcionalidad. Medio Millar fue clausurada el 1 de abril de 1884, siendo sustituida por una nueva estación.